# Савоч (округ, Колорадо)
Шаблон:StateAbbr_ 38°05′ пн. ш. 106°18′ зх. д. / 38.08° пн. ш. 106.3° зх. д.
Округ Савоч (англ. Saguache County) — округ (графство) у штаті Колорадо, США. Ідентифікатор округу 08109.

## Історія
Округ утворений 1866 року.

## Демографія
За даними перепису 
2000 року 
загальне населення округу становило 5917 осіб, усе сільське.
Серед мешканців округу чоловіків було 2984, а жінок — 2933. В окрузі було 2300 домогосподарств, 1556 родин, які мешкали в 3087 будинках.
Середній розмір родини становив 3,15.
Віковий розподіл населення поданий у таблиці:
| Стать    | До 15 років | 15-21 | 22-29 | 30-39 | 40-49 | 50-65 | 65-85 | Понад 85 |
| -------- | ----------- | ----- | ----- | ----- | ----- | ----- | ----- | -------- |
| Чоловіки | 702         | 325   | 229   | 398   | 500   | 516   | 290   | 24       |
| Жінки    | 656         | 316   | 213   | 389   | 476   | 556   | 289   | 38       |

## Суміжні округи
- Чаффі — північ
- Фремонт — північний схід
- Кастер — схід
- Верфано — південний схід
- Ріо-Гранде — південь
- Аламоса — південь
- Мінерал — південний захід
- Гінсдейл — південний захід
- Ганнісон — північний захід

## Виноски
1. ↑  U.S. Decennial Census. United States Census Bureau. Процитовано 11 червня 2014.
2. ↑  Historical Census Browser. University of Virginia Library. Архів оригіналу за 11 серпня 2012. Процитовано 11 червня 2014.
3. ↑  Population of Counties by Decennial Census: 1900 to 1990. United States Census Bureau. Процитовано 11 червня 2014.
4. ↑  Census 2000 PHC-T-4. Ranking Tables for Counties: 1990 and 2000 (PDF). United States Census Bureau. Процитовано 11 червня 2014.
5. ↑  State & County QuickFacts. United States Census Bureau. Архів оригіналу за 10 серпня 2011. Процитовано 11 лютого 2014.(англ.) Наведено за англійською вікіпедією.
6. ↑  American FactFinder. Бюро перепису населення США. Архів оригіналу за 26 лютого 2012. Процитовано 31 січня 2008.

| США | Це незавершена стаття з географії США. Ви можете допомогти проєкту, виправивши або дописавши її. |